# Jean-Pierre Rampal
Jean-Pierre Rampal (ur. 7 stycznia 1922 w Marsylii, zm. 20 maja 2000 w Paryżu) – francuski flecista. Jeden z najwybitniejszych wirtuozów tego instrumentu w XX wieku.

## Życiorys
Był synem wybitnego flecisty i nauczyciela w marsylskim Konserwatorium – Józefa Rampala. Początkowo myślał o malarstwie, a nawet zgodnie z wolą ojca zaczął studiować medycynę. Kiedy jednak w 1943 r., na trzecim roku studiów, w czasie wojny miał opuścić rodzinną Marsylię, by podjąć pracę w wojskowym laboratorium medycznym w Paryżu – dowiedział się, że kandydaci zdający do konserwatorium otrzymują dwa tygodnie urlopu. Zdecydował się więc zdać egzamin i w rezultacie po kilku latach opuścił Konserwatorium w Paryżu z pierwszą lokatą.
Po wyzwoleniu Paryża Rampal wykonał w radio: „Koncert na flet” Jacques'a Iberta i został zaangażowany w orkiestrze Opéra de Vichy. W 1946, mając 24 lata, podpisał pierwszy kontrakt na tournée solowe. Od tego momentu występował już na całym świecie, pozostając jednak zawsze profesorem w Konserwatorium w Paryżu. 
W 1978 został laureatem prestiżowej duńskiej Nagrody Fundacji Muzycznej Léonie Sonning.
Zrealizował przeszło 200 nagrań płytowych. W roku 1945 stworzył zespół Quintette à vent français, a w 1953 powołał Ensemble baroque de Paris. Z tymi kameralistami zbudował potężny repertuar starodawnej muzyki na flet poczynając od roku 1700, aż po Pierre’a Bouleza. Krzysztof Penderecki dedykował mu swój Koncert na flet i orkiestrę kameralną (Concerto per flauto ed orchestra da camera), którego prawykonanie odbyło się w 1993 w Lozannie pod dyrekcją kompozytora.
Jean-Pierre Rampal zmarł 20 maja 2000 roku na zawał serca w swoim domu w Paryżu.

## Inne
- Pomagał Francisowi Poulencowi przy kompozycji Sonaty na Flet i Pianino.

- W Paryżu organizowany jest od 1980 roku Międzynarodowy Konkurs Fletowy im. Jean-Pierre'a Rampala dla flecistów poniżej 30 roku życia.

- Otrzymał tytuł doktora honoris causa Uniwersytetu Muzycznego Fryderyka Chopina w Warszawie[2].

- Odznaczony został komandorią Legii Honorowej, krzyżem oficerskim Orderu Sztuki i Literatury oraz komandorią Orderu Narodowego Zasługi[3].

## Dyskografia
- 2005
  - Concertos pour sitar N°1 et N°2 – Ravi Shankar Ravi Shankar Yehudi Menuhin Jean-Pierre Rampal
  - Concertos Brandebourgeois N°4-N°6 – Suite orchestrale N°2
  - Concertos pour flûte, opus 10
  - 3 Concertos pour flûte – Stabat mater – Sinfonia sur un thème de Rossini
  - Concertos brandebourgeois BWV1046-1048 – Concertos pour flûte BWV1059 et BWV1035
- 2004
  - Quatuors pour flûte – Trio, opus 31
  - Projecteur sur la flûte
  - 6 Trios pour 2 flûtes et basson, opus 77 – Première Suite
- 2003
  - Flûte passion
  - Adagios – Sérénades
  - Le Premier virtuose moderne – 1946-1959
  - Sonates en ré majeur pour flûte et piano, opus 94
- 2002
  - Concerto pour flûte et harpe – Concerto pour flûte
  - Suite pour flûte
- 2001
  - The Essential Jean-Pierre Rampal
- 2000
  - Concerto pour flûte piccolo
  - Le flûtiste du siècle
  - Super Hits: Domingo
  - Super Hits: Rampal
  - Build Your Baby’s Brain -- Through the Power of Bach
  - Build Your Baby’s Brain -- Through the Power of Baroque
- 1999
  - My First 79 Years
  - Silence
  - Concerto pour flûte et harpe – Concerto pour flûte n°1 – Andante pour flûte et orchestre – Volume 14
  - Sonate pour violoncelle et piano – Sonate pour flûte, alto et harpe – Sonate pour violon et piano
- 1997
  - Five Flute Quintets by Luigi Boccherini
  - Le charme de la flûte
  - Œuvre complète de musique de chambre pour flûte
  - 6 trios pour 3 flûtes, opus 19
  - La Flûte enchantée
- 1996
  - Greatest Hits of Pachelbel
  - More Mozart’s Greatest Hits
  - Haydn: Trumpet, Oboe and Flute Concertos; Sinfonia Concertante
- 1995
  - Telemann, Bach Family: Trio Sonatas
  - Greatest Hits: Saint-Saëns
  - Mozart: Haffner Serenade
  - Penderecki Sixtieth Birthday Gala Concert
- 1994
  - Greatest Hits: Flute
- 1993
  - Vivaldi: The Four Seasons etc.
  - Kathleen Battle, Jean-Pierre Rampal in Concert
  - Concertos (6) pour flûte / op.10
- 1992
  - „LONDON” TRIOS NOS. 1-4, Hob. IV: 1 – 4 DUETS FOR TWO FLUTES
  - An American Picnic
  - THE GREAT FLUTE CONCERTOS BACH * MOZART * TELEMANN * VIVALDI
- 1991
  - Italian Flute Concertos
  - DIVERTIMENTO, K. 334; QUINTET, K. 557; ANDANTE, K. 616; ADAGIO AND RONDO, K. 617
  - Rampal, Kudo, Ritter Play Telemann, Kuhlau, Bach, Mozart & Doppler
  - Concertos for Two Flutes
  - Bach: Concerti for Flute, Strings, and Basso Continuo
- 1990
  - A Cocktail Party
  - Rameau: Pieces de clavecin en concerts
  - Music for Flute and Harp
  - Mozart, Telemann, J.C. Bach, Reicha: Trios, Quartets
- 1989
  - Mozart: Flute Concertos
  - The Japanese Album
  - Music, My Love
- 1988
  - Rampal: Favorite Encores
  - Japanese Folk Melodies
  - Portrait of Rampal
  - Carulli: Works for Guitar and Flute
- 1987
  - Telemann: Flute Concertos; Suite in E Minor
  - Classic Gershwin
  - Mozart: The Flute Quartets
  - Bolling: Suite No.2 for Flute & Jazz Piano Trio
  - Mozart: Sonatas; Variations
  - Joplin: The Entertainer; Great Crush Collision; Maple Leaf Rag; more
  - Mozart: Concerto for Flute, Harp and Orchestra in C Major, K. 299 & Concerto in C Major for Oboe and Orchestra, & Rondo in D Major for Flute and Orchesta
- 1986 cover cd RAMPAL
  - Children’s Songs
  - Sakura: Japanese Melodies for Flute and Harp
  - Haydn: Concertos for Flute and Oboe
- 1985
  - Bach: Flute Partita & Sonatas
  - An Isaac Stern Vivaldi Gala
  - Bolling: Picnic Suite
  - Greatest Hits: Rampal
  - Vivaldi: Flute Concertos
- 1984
  - Bach: Flute Concertos (BWV 1055 et 1056, reconstruit par Milan Munclinger); Sinfonia (Cantata BWV 209) – avec Ars Rediviva, dir.Milan Munclinger – chez CBS/Masterworks
- 1983
  - Yamanakabushi: Japanese Melodies, Vol.III
  - Haydn: London Trios
- 1955/1956
  - Richter, F. X.: Concerto in D Major for Flute and Orchestra/Benda, F.: Concerto in E Minor for Flute and Orchestra – Label: Supraphon (Prague) – Nr. 2110-2-V; 081755-60/ DV 5317 – Édition Musica Antiqua Bohemica/ SUA 190 37 – Soliste: J.-P. Rampal – Continuo: V.Švihlíková – Orchestre de chambre Prague/Ars Rediviva – Cadence (Concerto de Benda), réalisation et dir.: Milan Munclinge] – Distinction: Grand Prix du Disque de l’Académie Charles Cros